# 圣保罗德瓦拉克斯
圣保罗德瓦拉克斯（法語：Saint-Paul-de-Varax，法語發音：[sɛ̃ pɔl də vaʁaks]）是法国东部安省的一个市镇，属于布雷斯地区布尔格区。

## 地理
圣保罗德瓦拉克斯（46°5'56"N, 5°7'42"E）面积25.97 平方千米，位于法国奥弗涅-罗讷-阿尔卑斯大区安省，该省份为法国东部省份，北起汝拉省，西北接索恩-卢瓦尔省，西接罗讷省和里昂大都会，南至伊泽尔省，东与萨瓦省、上萨瓦省和瑞士接壤。
与圣保罗德瓦拉克斯接壤的市镇（或旧市镇、城区）包括：朗镇、马尔略、圣安德烈勒布舒、维厄容河畔圣安德烈、勒农河畔圣日耳曼、圣尼济耶勒代塞尔、塞尔瓦斯。
圣保罗德瓦拉克斯的时区为UTC+01:00、UTC+02:00（夏令时）。

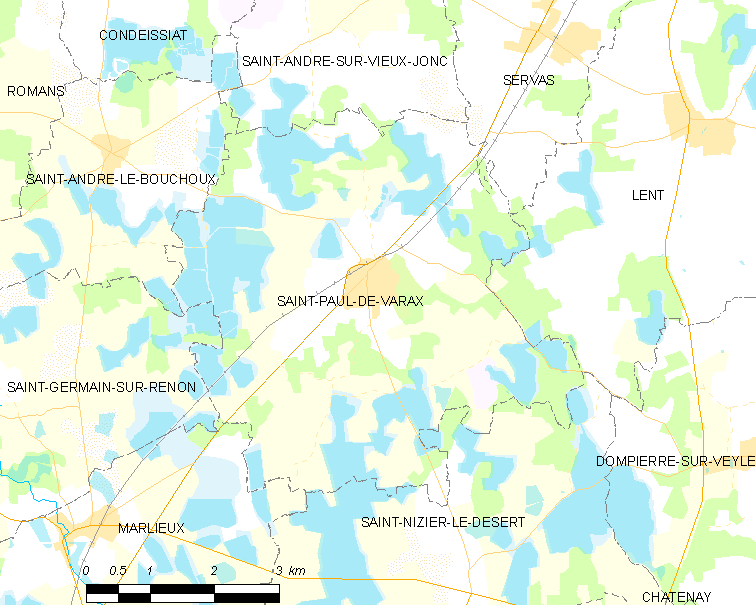
圣保罗德瓦拉克斯的OSM定位图

## 行政
圣保罗德瓦拉克斯的邮政编码为01240，INSEE市镇编码为01383。

## 政治
圣保罗德瓦拉克斯所属的省级选区为沙拉罗讷河畔沙蒂永县。

## 人口

1962-2008年间圣保罗德瓦拉克斯人口变化图示

圣保罗德瓦拉克斯于2022年1月1日时的人口数量为1637人。